# Velká cena Portugalska silničních motocyklů 2008
Velká cena Portugalska se uskutečnila od 11.–13. března, 2008 na okruhu Autódromo Estoril.

## MotoGP
Úspěšný závod pro Hondu,Yamahu a Michelin, to byla velká cena Španělska. Zklamaný však byl úřadující mistr světa Casey Stoner, který dokončil v Jerezu až jako jedenáctý poté, co dvakrát chyboval a vyjel mimo trať. Estoril měl být dalším místem, které nesedí italským strojům Ducati.
Po španělském závodě se konaly v Jerezu ještě dvoudenní testy. První den nasedlo na svou motorku sedmnáct jezdců mezitím co druhý den to bylo pouze pět jezdců. Nejlepší čas testů zajel hned první den Jorge Lorenzo 1:38,679.
Mistr světa z roku 2006 Nicky Hayden zahájil slavnostní jízdou na historickém motocyklu Indian propagaci nové upraveného okruhu Indianapolis, který bude letos poprvé hostit mistrovství světa silničních motocyklů.
Největším zklamáním prozatímní sezóny je Ital Marco Melandri na stroji Ducati.Jeho nejlepším výkonem bylo 11. místo v Kataru a to pro zkušeného Itala není jistě žádný výsledek. Problémem údajně je příliš tvrdý a agresivní podvozek.

### Kvalifikace
| *                                                | *                                               | *                                                 |
| _______1_______ Jorge Lorenzo Yamaha 1:35.715    |                                                 |                                                   |
|                                                  | _______2_______ Daniel Pedrosa Honda 1:35.948   |                                                   |
|                                                  |                                                 | _______3_______ Valentino Rossi Yamaha 1:36.199   |
| _______4_______ Nicky Hayden Honda 1:36.266      |                                                 |                                                   |
|                                                  | _______5_______ Colin Edwards Yamaha 1:36.289   |                                                   |
|                                                  |                                                 | _______6_______ James Toseland Yamaha 1:36.790    |
| _______7_______ Andrea Dovizioso Honda 1:36.998  |                                                 |                                                   |
|                                                  | _______8_______ Randy de Puniet Honda 1:37.223  |                                                   |
|                                                  |                                                 | _______9_______ Casey Stoner Ducati 1:37.253      |
| _______10_______ John Hopkins Kawasaki 1:37.346  |                                                 |                                                   |
|                                                  | _______11_______ Shinya Nakano Honda 1:37.664   |                                                   |
|                                                  |                                                 | _______12_______ Loris Capirossi Suzuki 1:37.786  |
| _______13_______ Chris Vermeulen Suzuki 1:37.843 |                                                 |                                                   |
|                                                  | _______14_______ Toni Elias Ducati 1:38.561     |                                                   |
|                                                  |                                                 | _______15_______ Anthony West Kawasaki 1:38.775   |
| _______16_______ Alex de Angelis Honda 1:38.823  |                                                 |                                                   |
|                                                  | _______17_______ Marco Melandri Ducati 1:39.115 |                                                   |
|                                                  |                                                 | _______18_______ Sylvain Guintoli Ducati 1:39.355 |
| ------------------------------------------------ | ----------------------------------------------- | ------------------------------------------------- |

### Závod
| Pozice | #  | Jezdec           | Stroj    | Kola | Čas       | Rošt | Body |
| ------ | -- | ---------------- | -------- | ---- | --------- | ---- | ---- |
| 1      | 48 | Jorge Lorenzo    | Yamaha   | 28   | 45:53.089 | 1    | 25   |
| 2      | 2  | Dani Pedrosa     | Honda    | 28   | +1.817    | 2    | 20   |
| 3      | 46 | Valentino Rossi  | Yamaha   | 28   | +12.723   | 3    | 16   |
| 4      | 5  | Colin Edwards    | Yamaha   | 28   | +17.223   | 5    | 13   |
| 5      | 21 | John Hopkins     | Kawasaki | 28   | +23.752   | 10   | 11   |
| 6      | 1  | Casey Stoner     | Ducati   | 28   | +26.688   | 9    | 10   |
| 7      | 52 | James Toseland   | Yamaha   | 28   | +32.631   | 6    | 9    |
| 8      | 7  | Chris Vermeulen  | Suzuki   | 28   | +36.382   | 13   | 8    |
| 9      | 65 | Loris Capirossi  | Suzuki   | 28   | +38.268   | 12   | 7    |
| 10     | 56 | Shinya Nakano    | Honda    | 28   | +39.476   | 11   | 6    |
| 11     | 15 | Alex de Angelis  | Honda    | 28   | +1:01.306 | 16   | 5    |
| 12     | 24 | Toni Elias       | Ducati   | 28   | +1:03.867 | 14   | 4    |
| 13     | 33 | Marco Melandri   | Ducati   | 28   | +1:09.525 | 17   | 3    |
| 14     | 50 | Sylvain Guintoli | Ducati   | 28   | +1:09.634 | 18   | 2    |
| 15     | 14 | Randy de Puniet  | Honda    | 28   | +1:11.542 | 8    | 1    |
| 16     | 13 | Anthony West     | Kawasaki | 28   | +1:23.629 | 15   |      |
| Ret    | 69 | Nicky Hayden     | Honda    | 16   | Nehoda    | 4    |      |
| Ret    | 4  | Andrea Dovizioso | Honda    | 15   | Nehoda    | 7    |      |

### Průběžná klasifikace jezdců a týmů
| Pos | #  | Jezdec           | Stroj    | Body |
| --- | -- | ---------------- | -------- | ---- |
| 1   | 48 | Jorge Lorenzo    | Yamaha   | 61   |
| 2   | 2  | Daniel Pedrosa   | Honda    | 61   |
| 3   | 46 | Valentino Rossi  | Yamaha   | 47   |
| 4   | 1  | Casey Stoner     | Ducati   | 40   |
| 5   | 52 | James Toseland   | Yamaha   | 29   |
| 6   | 65 | Loris Capirossi  | Suzuki   | 26   |
| 7   | 21 | John Hopkins     | Kawasaki | 24   |
| 8   | 5  | Colin Edwards    | Yamaha   | 22   |
| 9   | 4  | Andrea Dovizioso | Honda    | 21   |
| 10  | 69 | Nicky Hayden     | Honda    | 19   |

| Pos | Tým                     | Továrna  | Body |
| --- | ----------------------- | -------- | ---- |
| 1   | Fiat Yamaha Team        | Yamaha   | 108  |
| 2   | Repsol Honda Team       | Honda    | 80   |
| 3   | Ducati Marlboro Team    | Ducati   | 52   |
| 4   | Tech 3 Yamaha           | Yamaha   | 51   |
| 5   | Rizla Suzuki MotoGP     | Suzuki   | 40   |
| 6   | Kawasaki Racing Team    | Kawasaki | 27   |
| 7   | San Carlo Honda Gresini | Honda    | 23   |
| 8   | JiR Team Scot MotoGP    | Honda    | 16   |
| 9   | Alice Team              | Ducati   | 10   |
| 10  | LCR Honda MotoGP        | Honda    | 8    |

| Pos | Továrna  | Body |
| --- | -------- | ---- |
| 1   | Yamaha   | 65   |
| 2   | Honda    | 61   |
| 3   | Ducati   | 40   |
| 4   | Suzuki   | 27   |
| 5   | Kawasaki | 24   |

## 250cc

### Kvalifikace
| *                                                   | *                                                | *                                                  | *                                                |
| _______1_______ Marco Simoncelli Gilera 1:40.257    |                                                  |                                                    |                                                  |
|                                                     | _______2_______ Alvaro Bautista Aprilia 1:40.554 |                                                    |                                                  |
|                                                     |                                                  | _______3_______ Mattia Pasini Aprilia 1:40.653     |                                                  |
|                                                     |                                                  |                                                    | _______4_______ Mika Kallio KTM 1:40.772         |
| _______5_______ Yuki Takahashi Honda 1:41.063       |                                                  |                                                    |                                                  |
|                                                     | _______6_______ Hiroshi Aoyama KTM 1:41.228      |                                                    |                                                  |
|                                                     |                                                  | _______7_______ Alex Debon Aprilia 1:41.280        |                                                  |
|                                                     |                                                  |                                                    | _______8_______ Thomas Lüthi Aprilia 1:41.356    |
| _______9_______ Hector Barbera Aprilia 1:41.370     |                                                  |                                                    |                                                  |
|                                                     | _______10_______ Hector Faubel Aprilia 1:41.470  |                                                    |                                                  |
|                                                     |                                                  | _______11_______ Julian Simon KTM 1:41.820         |                                                  |
|                                                     |                                                  |                                                    | _______12_______ Lukáš Pešek Aprilia 1:41.841    |
| _______13_______ Aleix Espargaro Aprilia 1:42.080   |                                                  |                                                    |                                                  |
|                                                     | _______14_______ Alex Baldolini Aprilia 1:42.179 |                                                    |                                                  |
|                                                     |                                                  | _______15_______ Manuel Poggiali Gilera 1:42.265   |                                                  |
|                                                     |                                                  |                                                    | _______16_______ Karel Abraham Aprilia 1:42.360  |
| _______17_______ Ratthapark Wilairot Honda 1:42.472 |                                                  |                                                    |                                                  |
|                                                     | _______18_______ Fabrizio Lai Gilera 1:42.574    |                                                    |                                                  |
|                                                     |                                                  | _______19_______ Roberto Locatelli Gilera 1:42.813 |                                                  |
|                                                     |                                                  |                                                    | _______20_______ Federico Sandi Aprilia 1:43.288 |
| _______21_______ Eugene Laverty Aprilia 1:43.297    |                                                  |                                                    |                                                  |
|                                                     | _______22_______ Imre Toth Aprilia 1:44.853      |                                                    |                                                  |
|                                                     |                                                  | _______23_______ Doni Tata Pradita Yamaha 1:45.402 |                                                  |
|                                                     |                                                  |                                                    | _______24_______ Russel Gomez Aprilia 1:46.051   |
| _______25_______ Ho Wan Chow Aprilia 1:46.594       |                                                  |                                                    |                                                  |
| --------------------------------------------------- | ------------------------------------------------ | -------------------------------------------------- | ------------------------------------------------ |

### Závod
| Pozice | #  | Jezdec              | Stroj   | Kola | Čas        | Rošt | Body |
| ------ | -- | ------------------- | ------- | ---- | ---------- | ---- | ---- |
| 1      | 19 | Alvaro Bautista     | Aprilia | 26   | 44:34.257  | 2    | 25   |
| 2      | 58 | Marco Simoncelli    | Gilera  | 26   | +7.050     | 1    | 20   |
| 3      | 36 | Mika Kallio         | KTM     | 26   | +7.063     | 4    | 16   |
| 4      | 12 | Thomas Luthi        | Aprilia | 26   | +12.998    | 8    | 13   |
| 5      | 4  | Hiroshi Aoyama      | KTM     | 26   | +14.666    | 6    | 11   |
| 6      | 72 | Yuki Takahashi      | Honda   | 26   | +18.498    | 5    | 10   |
| 7      | 60 | Julian Simon        | KTM     | 26   | +26.812    | 11   | 9    |
| 8      | 21 | Hector Barbera      | Aprilia | 26   | +28.012    | 9    | 8    |
| 9      | 55 | Hector Faubel       | Aprilia | 26   | +28.288    | 10   | 7    |
| 10     | 52 | Lukáš Pešek         | Aprilia | 26   | +36.966    | 12   | 6    |
| 11     | 41 | Aleix Espargaro     | Aprilia | 26   | +38.296    | 13   | 5    |
| 12     | 25 | Alex Baldolini      | Aprilia | 26   | +52.070    | 14   | 4    |
| 13     | 14 | Ratthapark Wilairot | Honda   | 26   | +1:13.303  | 17   | 3    |
| 14     | 90 | Federico Sandi      | Aprilia | 26   | +1:17.592  | 20   | 2    |
| 15     | 50 | Eugene Laverty      | Aprilia | 26   | +1:21.363  | 21   | 1    |
| 16     | 17 | Karel Abraham       | Aprilia | 26   | +1:26.355  | 16   |      |
| 17     | 54 | Manuel Poggiali     | Gilera  | 20   | +1:27.438  | 15   |      |
| 18     | 10 | Imre Toth           | Aprilia | 25   | á 1 kolo   | 22   |      |
| 19     | 45 | Doni Tata Pradita   | Yamaha  | 25   | á 1 kolo   | 23   |      |
| Ret    | 15 | Roberto Locatelli   | Gilera  | 23   | Odstoupení | 19   |      |
| Ret    | 75 | Mattia Pasini       | Aprilia | 20   | Kolize     | 3    |      |
| Ret    | 7  | Russel Gomez        | Aprilia | 9    | Odstoupení | 24   |      |
| Ret    | 32 | Fabrizio Lai        | Gilera  | 4    | Odstoupení | 18   |      |
| Ret    | 6  | Alex Debon          | Aprilia | 3    | Nehoda     | 7    |      |
| Ret    | 89 | Ho Wan Chow         | Aprilia | 1    | Nehoda     | 25   |      |

### Průběžná klasifikace jezdců a továren
| Pos | #  | Jezdec           | Stroj   | Body |
| --- | -- | ---------------- | ------- | ---- |
| 1   | 36 | Mika Kallio      | KTM     | 57   |
| 2   | 75 | Mattia Pasini    | Aprilia | 45   |
| 3   | 21 | Hector Barbera   | Aprilia | 39   |
| 4   | 72 | Yuki Takahashi   | Honda   | 37   |
| 5   | 19 | Alvaro Bautista  | Aprilia | 35   |
| 6   | 4  | Hiroshi Aoyama   | KTM     | 24   |
| 7   | 6  | Alex Debon       | Aprilia | 23   |
| 8   | 60 | Julian Simon     | KTM     | 23   |
| 9   | 58 | Marco Simoncelli | Gilera  | 20   |
| 10  | 41 | Aleix Espargaro  | Aprilia | 19   |

| Pos | Továrna | Body |
| --- | ------- | ---- |
| 1   | Aprilia | 70   |
| 2   | KTM     | 57   |
| 3   | Honda   | 37   |
| 4   | Gilera  | 36   |

## 125cc

### Kvalifikace
| *                                                   | *                                                  | *                                                  | *                                                  |
| _______1_______ Simone Corsi Aprilia 1:45.367       |                                                    |                                                    |                                                    |
|                                                     | _______2_______ Stevie Bonsey Aprilia 1:45.621     |                                                    |                                                    |
|                                                     |                                                    | _______3_______ Nicolas Terol Aprilia 1:45.622     |                                                    |
|                                                     |                                                    |                                                    | _______4_______ Danny Webb Aprilia 1:45.782        |
| _______5_______ Sergio Gadea Aprilia 1:45.808       |                                                    |                                                    |                                                    |
|                                                     | _______6_______ Joan Olive Derbi 1:45.854          |                                                    |                                                    |
|                                                     |                                                    | _______7_______ Stefan Bradl Aprilia 1:46.026      |                                                    |
|                                                     |                                                    |                                                    | _______8_______ Mike Di Meglio Derbi 1:46.144      |
| _______9_______ Gábor Talmácsi Aprilia 1:46.158     |                                                    |                                                    |                                                    |
|                                                     | _______10_______ Scott Redding Aprilia 1:46.329    |                                                    |                                                    |
|                                                     |                                                    | _______11_______ Tomoyoshi Koyama KTM 1:46.448     |                                                    |
|                                                     |                                                    |                                                    | _______12_______ Andrea Iannone Aprilia 1:46.491   |
| _______13_______ Bradley Smith Aprilia 1:46.523     |                                                    |                                                    |                                                    |
|                                                     | _______14_______ Pablo Nieto KTM 1:46.622          |                                                    |                                                    |
|                                                     |                                                    | _______15_______ Efren Vazquez Aprilia 1:46.679    |                                                    |
|                                                     |                                                    |                                                    | _______16_______ Raffaele de Rosa KTM 1:46.736     |
| _______17_______ Stefano Bianco Aprilia 1:46.860    |                                                    |                                                    |                                                    |
|                                                     | _______18_______ Esteve Rabat KTM 1:47.016         |                                                    |                                                    |
|                                                     |                                                    | _______19_______ Dominique Aegerter Derbi 1:47.133 |                                                    |
|                                                     |                                                    |                                                    | _______20_______ Sandro Cortese Aprilia 1:47.293   |
| _______21_______ Pol Espargaro Derbi 1:47.300       |                                                    |                                                    |                                                    |
|                                                     | _______22_______ Michael Ranseder Aprilia 1:47.628 |                                                    |                                                    |
|                                                     |                                                    | _______23_______ Pere Tutusaus Aprilia 1:47.717    |                                                    |
|                                                     |                                                    |                                                    | _______24_______ Takaaki Nakagami Aprilia 1:47.724 |
| _______25_______ Alexis Masbou Loncin 1:47.734      |                                                    |                                                    |                                                    |
|                                                     | _______26_______ Marc Marquez KTM 1:47.817         |                                                    |                                                    |
|                                                     |                                                    | _______27_______ Jules Cluzel Loncin 1:47.953      |                                                    |
|                                                     |                                                    |                                                    | _______28_______ Lorenzo Zanetti KTM 1:47.971      |
| _______29_______ Hugo van den Berg Aprilia 1:48.495 |                                                    |                                                    |                                                    |
|                                                     | _______30_______ Robert Muresan Aprilia 1:48.840   |                                                    |                                                    |
|                                                     |                                                    | _______31_______ Ivan Maestro Aprilia 1:49.355     |                                                    |
|                                                     |                                                    |                                                    | _______32_______ Axel Pons Aprilia 1:49.669        |
| _______33_______ Dino Lombardi Aprilia 1:49.690     |                                                    |                                                    |                                                    |
|                                                     | _______34_______ Cyril Carrillo Honda 1:49.809     |                                                    |                                                    |
|                                                     |                                                    | _______35_______ Karel Pešek Aprilia 1:50.687      |                                                    |
| --------------------------------------------------- | -------------------------------------------------- | -------------------------------------------------- | -------------------------------------------------- |

### Závod
| Pozice | #  | Jezdec             | Stroj   | Kola | Čas       | Rošt | Body |
| ------ | -- | ------------------ | ------- | ---- | --------- | ---- | ---- |
| 1      | 24 | Simone Corsi       | Aprilia | 23   | 40:56.168 | 1    | 25   |
| 2      | 6  | Joan Olive         | Derbi   | 23   | +0.299    | 6    | 20   |
| 3      | 18 | Nicolas Terol      | Aprilia | 23   | +6.355    | 3    | 16   |
| 4      | 51 | Stevie Bonsey      | Aprilia | 23   | +14.973   | 2    | 13   |
| 5      | 99 | Danny Webb         | Aprilia | 23   | +15.532   | 4    | 11   |
| 6      | 1  | Gábor Talmácsi     | Aprilia | 23   | +15.868   | 9    | 10   |
| 7      | 63 | Mike Di Meglio     | Derbi   | 23   | +15.875   | 8    | 9    |
| 8      | 17 | Stefan Bradl       | Aprilia | 23   | +17.887   | 7    | 8    |
| 9      | 33 | Sergio Gadea       | Aprilia | 23   | +18.123   | 5    | 7    |
| 10     | 11 | Sandro Cortese     | Aprilia | 23   | +22.613   | 20   | 6    |
| 11     | 29 | Andrea Iannone     | Aprilia | 23   | +27.490   | 12   | 5    |
| 12     | 77 | Dominique Aegerter | Derbi   | 23   | +27.544   | 19   | 4    |
| 13     | 44 | Pol Espargaro      | Derbi   | 23   | +28.370   | 21   | 3    |
| 14     | 60 | Michael Ranseder   | Aprilia | 23   | +28.417   | 22   | 2    |
| 15     | 7  | Efren Vázquez      | Aprilia | 23   | +32.713   | 15   | 1    |
| 16     | 71 | Tomoyoshi Koyama   | KTM     | 23   | +34.002   | 11   |      |
| 17     | 27 | Stefano Bianco     | Aprilia | 23   | +47.698   | 17   |      |
| 18     | 93 | Marc Marquez       | KTM     | 23   | +51.637   | 26   |      |
| 19     | 73 | Takaaki Nakagami   | Aprilia | 23   | +51.679   | 24   |      |
| 20     | 5  | Alexis Masbou      | Loncin  | 23   | +51.717   | 25   |      |
| 21     | 45 | Scott Redding      | Aprilia | 23   | +1:07.908 | 10   |      |
| 22     | 30 | Pere Tutusaus      | Aprilia | 23   | +1:15.894 | 23   |      |
| 23     | 13 | Dino Lombardi      | Aprilia | 23   | +1:19.975 | 33   |      |
| 24     | 95 | Robert Muresan     | Aprilia | 23   | +1:39.194 | 30   |      |
| 25     | 36 | Cyril Carrillo     | Honda   | 23   | +1:39.218 | 34   |      |
| 26     | 14 | Axel Pons          | Aprilia | 23   | +1:43.956 | 32   |      |
| 27     | 76 | Ivan Maestro       | Aprilia | 22   | +1 kolo   | 31   |      |
| 28     | 37 | Karel Pešek        | Aprilia | 22   | +1 kolo   | 35   |      |
| Ret    | 38 | Bradley Smith      | Aprilia | 12   | Nehoda    | 13   |      |
| Ret    | 8  | Lorenzo Zanetti    | KTM     | 12   | Porucha   | 28   |      |
| Ret    | 22 | Pablo Nieto        | KTM     | 11   | Porucha   | 14   |      |
| Ret    | 16 | Jules Cluzel       | Loncin  | 8    | Porucha   | 27   |      |
| Ret    | 12 | Esteve Rabat       | KTM     | 7    | Porucha   | 18   |      |
| Ret    | 35 | Raffaele de Rosa   | KTM     | 6    | Nehoda    | 16   |      |
| Ret    | 55 | Hugo Van Den Berg  | Aprilia | 0    | Nehoda    | 29   |      |

### Průběžná klasifikace jezdců a továren
| Pos | #  | Jezdec         | Stroj   | Body |
| --- | -- | -------------- | ------- | ---- |
| 1   | 24 | Simone Corsi   | Aprilia | 59   |
| 2   | 18 | Nicolas Terol  | Aprilia | 42   |
| 3   | 6  | Joan Olive     | Derbi   | 40   |
| 4   | 17 | Stefan Bradl   | Aprilia | 37   |
| 5   | 33 | Sergio Gadea   | Aprilia | 32   |
| 6   | 63 | Mike Di Meglio | Derbi   | 29   |
| 7   | 51 | Stevie Bonsey  | Aprilia | 23   |
| 8   | 99 | Danny Webb     | Aprilia | 21   |
| 9   | 45 | Scott Redding  | Aprilia | 20   |
| 10  | 11 | Sandro Cortese | Aprilia | 17   |

| Pos | Továrna | Body |
| --- | ------- | ---- |
| 1   | Aprilia | 75   |
| 2   | Derbi   | 48   |
| 3   | KTM     | 11   |

| Předchozí Velká cena: Velká cena Španělska 2008 | Mistrovství světa silničních motocyklů 2008 | Následující Velká cena: Velká cena Číny 2008    |
| Předchozí ročník: Velká cena Portugalska 2007   | Velká cena Portugalska                      | Následující ročník: Velká cena Portugalska 2009 |